# OLED televizori

## OLED televizori
OLED televizori uređaji su koji koriste fizički fenomen elektroluminiscencije za prikaz pokretne ili nepokretne slike.
Iako na tržištu proizvodnje televizora trenutno dominiraju uređaji koji koriste zaslone temeljene na tehnologiji tekućih kristala, poznatiji kao LCD zasloni, OLED tehnologija također postaje sve raširenija i popularnija te ima sve šanse da u budućnosti zamijeni stariju tehnologiju. 
Ideja za razvoj OLED zaslona proizašla je od promatranja krijesnica, jer ti kukci mogu stvarati svjetlo unatoč činjenici da na sebi očito nemaju nikakve električne uređaje s klasičnim žaruljama. Znanstvenici su zaključili da mora postojati organski materijal koji se stvara prirodnim putem i emitira svjetlost zbog elektriciteta, i dokazano je da su u pravu.
Spomenuta fizička pojava pod nazivom elektroluminiscencija koristi se u OLED (Organic light-emitting diode) zaslonima koji imaju organski poluvodički materijal koji je u stanju stvoriti ovaj efekt kad ga se pozicionira između anode i katode. Jednostavno rečeno, materijal emitira svjetlost zbog elektriciteta. Važna prednost ove metode je da zahtijeva vrlo malo prostora, pa svakom pikselu i podpikselu može dati zasebni, individualno upravljiv OLED izvor svjetlosti. To u praksi znači da se svjetlo svakog piksela može uključiti ili isključiti. Zbog toga, slično kao kod plazma zaslona, a suprotno LDC tehnologiji gdje uvijek dolazi do probijanja pozadinskog osvjetljenja kroz tekući kristal, uvijek se može prikazati istinita crna boja i time pružiti mogućnost beskonačnog omjera kontrasta. 

## WOLED tehnologija
Već dugo vremena provode se eksperimenti kako proizvesti televizor s velikim OLED zaslonom, ali većina njih rezultirala je neuspjehom zbog problema sa životnim vijekom i visokim proizvodnim troškovima. U 2015. godini LG je trenutno jedina tvrtka koja nudi takve televizore, zahvaljujući jedinstvenoj, vlastito razvijenoj, pouzdanoj i relativno jeftinoj WOLED tehnologiji. Za razliku od uobičajenih RGB zaslona, pikseli WOLED (ili bijeli OLED) panela ne sastoje se od tri različito obojena podpiksela (crveni, zeleni i plavi). Umjesto toga, ovi zasloni za svoje piksele ekskluzivno koriste bijeli OLED izvor svjetlosti te imaju filtre za boju smještene ispred njih. Kao dodatnu prednost, ova metoda tri osnovne boje nadopunjava s četvrtom - bijelom, zahvaljujući kojoj razina svjetline se povećava a razina potrošnje energije smanjuje. 

## Dostupni proizvodi
Iako je LG jedina i prva tvrtka koja nudi OLED televizore, raspon ovih proizvoda je sve samo ne mali i ne ograničava se na samo nekoliko modela. U 2014. godini južnokorejska tvrtka već je izgradila flotu od 5 modela koja je tijekom godine nadopunjena s još 11. Među spomenutim modelima ima televizora Full HD i Ultra HD razlučivosti. 

Iza LG-a su došli (2014.) na tržište Sony televizije s OLED tehnologijom koje su stavili na tržište.

## Prednosti koje nude OLED televizori
U usporedbi s LCD televizorima, OLED televizori pružaju daleko veći omjer kontrasta, kutove gledanja i prikaz palete boja, što rezultira vrhunskom kvalitetom slike uz potrošnju iste količine energije. Ova tehnologija proizvođačima također omogućava da proizvode puno tanje, vitkije uređaje, što je dokazano OLED TV-om od samo pola centimetara širine. Također, riješen je i problem proizvodnje zakrivljenih zaslona. Raspon OLED proizvoda u budućnosti može biti dodatno proširen, o čemu svjedoči aktualno istraživanje za razvoj zaslona koji se mogu smotati. Ti proizvodi teoretski mogu biti hit na tržištu u roku od samo nekoliko godina. 

## Vanjske poveznice
OLED tehnologija  Arhivirana inačica izvorne stranice od 11. ožujka 2016. (Wayback Machine)

OLED tehnologija ulazi u domove

OLED info

OLED technology

Webopedia OLED

LG proizvodi  Arhivirana inačica izvorne stranice od 30. srpnja 2015. (Wayback Machine)